# Astragalus schachimardanus
Astragalus schachimardanus är en ärtväxtart som beskrevs av Nina Alexandrovna Basilevskaja. Astragalus schachimardanus ingår i släktet vedlar, och familjen ärtväxter. Inga underarter finns listade i Catalogue of Life.